# Wenna di Talgarth
Wenna di Talgarth, chiamata anche Gwen, Genuissa, Blanche e Candida (463 – 18 ottobre VI secolo), è stata una religiosa britannica, ricordata come santa dalla Chiesa cattolica.

## Biografia
Wenna (le varianti citate del suo nome sono tutte traduzioni letterali) era una delle figlie di re Brychan. Fondò una chiesa a Talgarth, nel regno di suo padre, prima di unirsi ai suoi fratelli, fra cui san Nectan, nell'evangelizzazione del Cerniw settentrionale.  Ivi fondò una chiesa a St Wenn (presso Bodmin) e delle cappelle a St Kew e a Cheristow (nel Devon, dove avrebbe potuto star vicina al fratello). 
Venne uccisa il 18 ottobre, di anno ignoto, da pagani sassoni mentre tornava da una visita a Talgarth. Alcune fonti affermano che fosse vedova, ma non citano il nome del marito.
È commemorata lo stesso giorno della morte.